# MD 500 디펜더
MD 헬리콥터 MD 500 디펜더는 범용 경헬리콥터인 MD 헬리콥터 MD 500을 바탕으로 만들어진 미국의 군사용 다목적 경헬리콥터이다. 500MD는 민수용으로 생산된 휴즈 500의 군용버전으로, 대한민국에서는 1999년까지 대한항공에서 300여대가 면허 생산되었으며 이스라엘에 30여대를 수출하였다.

## 설계와 개발
OH-6 카이유스 헬리콥터는 베트남전에서 경헬리콥터 역할로 그 가치를 입증했다. 휴즈 헬리콥터의 설계자는 OH-6와 500M 보다 더욱 향상된 장비를 갖춘 다(多)임무 경헬리콥터 시장이 있다는 것을 깨달았다. 그 결과로 생긴 설계가 1976년에 첫비행을 한 500MD 디펜더였다. 비무장 관측과 토우 대전차 미사일을 갖춘 무장 정찰 헬리콥터를 포함하는 특정한 역할에 맞게 만들어졌다. 탐색 레이다, 자기탐지기 그리고 경공중어뢰를 휴대할 능력을 갖춘 대잠수함전 버전이 개발되었다. MD 500 디펜더 헬리콥터는 AH-1 코브라 또는 AH-64 아파치와 같은 대전차 공격 헬리콥터의 절반도 안되는 가격에 구입할 수 있었기 때문에 인기가 있었다. 대한민국에서도 코브라 공격헬기를 대량으로 구입하기에는 예산이 넉넉하지 않았기 때문에 500MD와 토우 미사일을 탑재한 500MD 토우 디펜더를 면허 생산 방식으로 도입하였다.

## 운영 국가
일본
- 일본 육상자위대 - 530MG 330대

 칠레
- 칠레 육군 MD-530MG 17대.

 콜롬비아
- 콜롬비아 공군 500MD 12대.

 이라크
- 이라크 공군 500MD 60대(1983-2003).

 이스라엘
- 이스라엘 공군 500MD 30대.

 케냐
- 케냐 공군 500MD 15대.

 대한민국
- 대한민국 육군 500MD 207대 / 500MD 토우 디펜더 50대.

 멕시코
- 멕시코 공군
- 멕시코 해군항공대

 모로코
- 모로코 공군 500MD 24대.

 필리핀
- 필리핀 공군 520MG 20대 이상.

 중화민국 (대만)
- 대만 해군 500MD/ASW 12대가 대잠수함전을 위해 주문. 3대는 추락으로 손실. 추가로 비무장기 한대가 훈련기로 주문.

 스페인
- 스페인 해군 500MD ASW 몇대, 나중에 스페인 해병대가 정찰용으로 사용.

 남아프리카 공화국
- 남아프리카공화국 경찰 500MD 5대.

 조선민주주의인민공화국
- 조선민주주의인민공화국 500MD 정확한수 파악불가능, 유사시 대한민국 국군으로 위장침투를 위해 밀수함

## 제원 (500MD)
일반 특성
- 승무원: 1-2명
- 용량: 4-5명 승객
- 길이: 23 ft 0 in (7.01 m)
- 로터직경: 26 ft 4 in (8.03 m)
- 높이: 8 ft 6 in (2.59 m)
- 원판면적: 544.63 ft² (50.60 m²)
- 공허중량: 1,320 lbs (599 kg)
- 최대이륙중량: 3,000 lbs (1361 kg)
- 엔진: 1× 앨리슨 250-C20B 터보샤프트, 420 hp (313 kW)

성능
- 최대속도: 160 mph (257 km/h)
- 항속거리: 230 miles (370 km)
- 상승한도: 13,800 ft (4,205 m)
- 상승률: 1,650 ft/min (503 m/min (8.4 m/s))

무장
- 토우 대전차 미사일 4발, 또는
- 7.62mm 제너럴 일렉트릭 M134 미니건 2정, 또는
- 제너럴 다이내믹스 스팅어 공대공 미사일 4발, 또는
- Mk 44 or Mk 46 경어뢰(ASW 버전), 또는
- 7발 로켓포드 2문

## 대한민국 추락 사고
1976년 도입이후 2011년 11월 2일까지 총 54회의 사고가 났으며, 500MD는 2007년 수명주기가 다 되었으며, 2011년까지 운영 수명을 4년 연장하여 사용 중이다.
- 2011년 11월 2일 1988년에 제작된 500MD가 호국훈련 중 강원도 원주시 부론면 야산에 불시착하여 조종사가 사망하고 부조종사가 크게 다쳤다.
- 2010년 3월 4일 1978년에 제작된 500MD가 경기도 남양주시 이패동에 추락하여 2명의 조종사가 사망하였다.
- 2006년 4월 3일 논산 인근에서 육군항공학교 소속의 500MD가 불시착 추락하였으나, 조종사는 생존을 하였다.
- 2000년 10월 강원도 홍천에서 육군항공사령부 소속 500MD가 능선에 설치된 낙뢰방지선에 걸려 추락하여 2명이 사망하였다.
- 1998년 1월 서울 신길동에서 육군항공사령부 소속 500MD가 주간 기동 임무 수행중 추락하여 현장에서 부조종사가 사망하고 조종사는 치료중 사망하였다.
- 1996년 8월 31일 서울특별시 중랑천변에 서울소방항공대 소속 500MD 1대가 도시 방역중 낙뢰방지선에 걸려 불시착해 조종사 1명이 중상을 입었다.[3]
- 1993년 4월 30일 충청북도 보은군 보은면 사내리 문장대 인근에서 충북지방경찰청 소속 500MD 헬기가 추락하여 3명이 사망했다.[4]
- 1992년 9월 15일 강원도 춘천군 남면에서 500MD 2대가 추락하여 탑승자 4명이 숨졌다.[5]
- 1992년 3월 17일 경기도 양주군 광적면에서 500MD 1대가 추락하여 탑승자 2명이 숨졌다.[6]

### 유사 항공기
- SA 341/342
- MBB Bo 105

## 같이 보기
- OH-6 카이유스
- MH-6 리틀 버드
- MD 헬리콥터 MD 500